# Jean de Petit
Jean de Petit, mort le 7 mai 1478 à Annonay, est un évêque français. Il fut évêque de Mende entre 1474 et 1478. L'accession à l'évêché lui avait également conféré le titre de comte de Gévaudan, ce titre étant dévolu aux évêques de Mende, depuis l'acte de paréage signé en 1307 par le roi et Guillaume VI Durand. Il était auparavant lieutenant général du Languedoc.

## Biographie
Il apparaît dans l'histoire sous plusieurs noms : Jean de Petit ou Jean Petit-dé, mais également Jean V de Petit, étant le cinquième évêque de Mende à porter le prénom de Jean. Le 16 janvier 1471, il est nommé par Louis XI comme lieutenant général du Languedoc, pour suppléer l'absence du gouverneur, Jean II de Bourbon. Il est par ailleurs doyen de Clermont et conseiller dudit duc de Bourbon.
Le 5 janvier 1474 meurt subitement le cardinal Pietro Riario, titulaire de l'évêché de Mende, bien qu'il ne soit jamais venu en Gévaudan. 3 mois après, le 10 mars, Jean de Petit est élu par le chapitre de Mende.
Il ne réside pas en son diocèse du Gévaudan, et meurt à Annonay en 1478. Son successeur sur le siège de Saint Privat est Julien de la Rovère, futur pape sous le nom de Jules II.